# Альбштадт
Альбштадт (нем. Albstadt) — город в Германии, районный центр, расположен в земле Баден-Вюртемберг.
Подчинён административному округу Тюбинген. Входит в состав района Цоллернальб. Население составляет 44 974 человека (на 31 декабря 2010 года). Занимает площадь 134,41 км². Официальный код — 08 4 17 079.
Город подразделяется на 9 городских районов.

### Главы города Альбштадт
- 1975—1991: Hans Pfarr (CDU)
- 1991—1999: Hans-Martin Haller (SPD)
- с 1999: Jürgen Gneveckow (CDU)

## Заслуженные жители
- Ган, Филипп Маттеус (1739—1790), пастор и изобретатель
- Ланденбергер, Христиан (1862—1927), художник
- Кизингер, Курт Георг (1904—1988), премьер-министр Баден-Вюртемберга (1958—1966), федеральный канцлер Германии (1966—1969)
- Штауффенберг, Клаус Шенк фон (1907—1944), диссидент

## Галерея

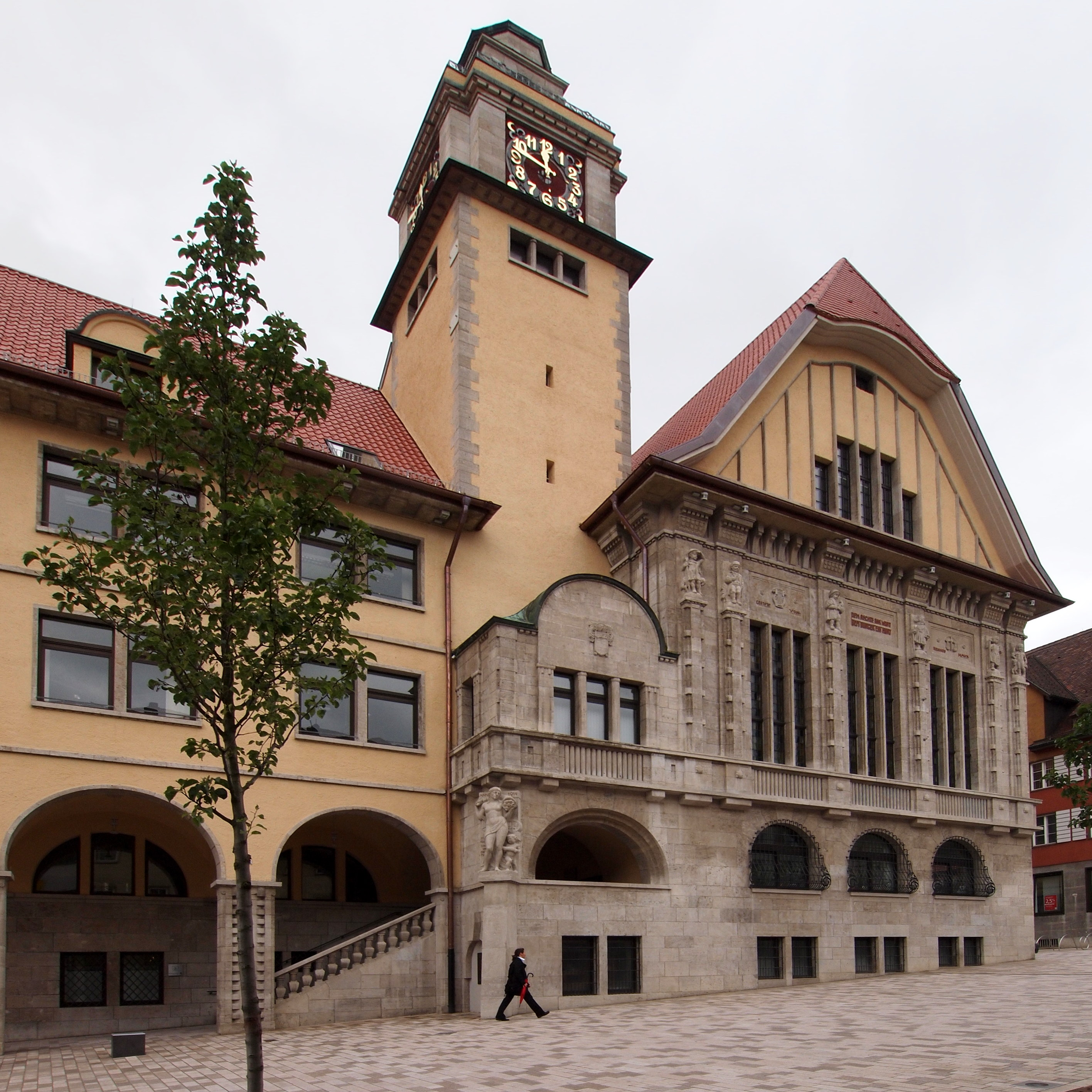
Эбинген, Ратуша
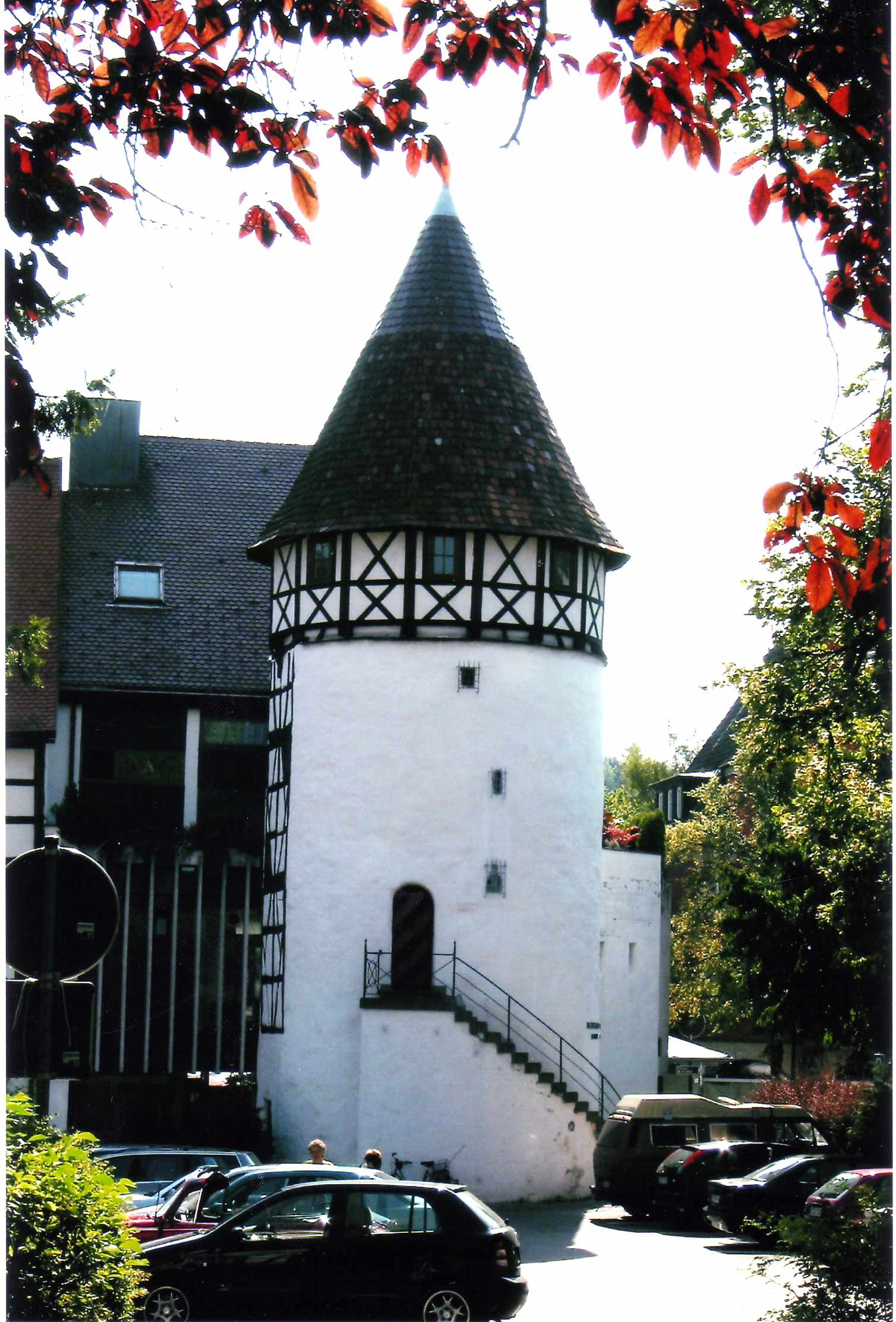
Эбинген, Башня обороны
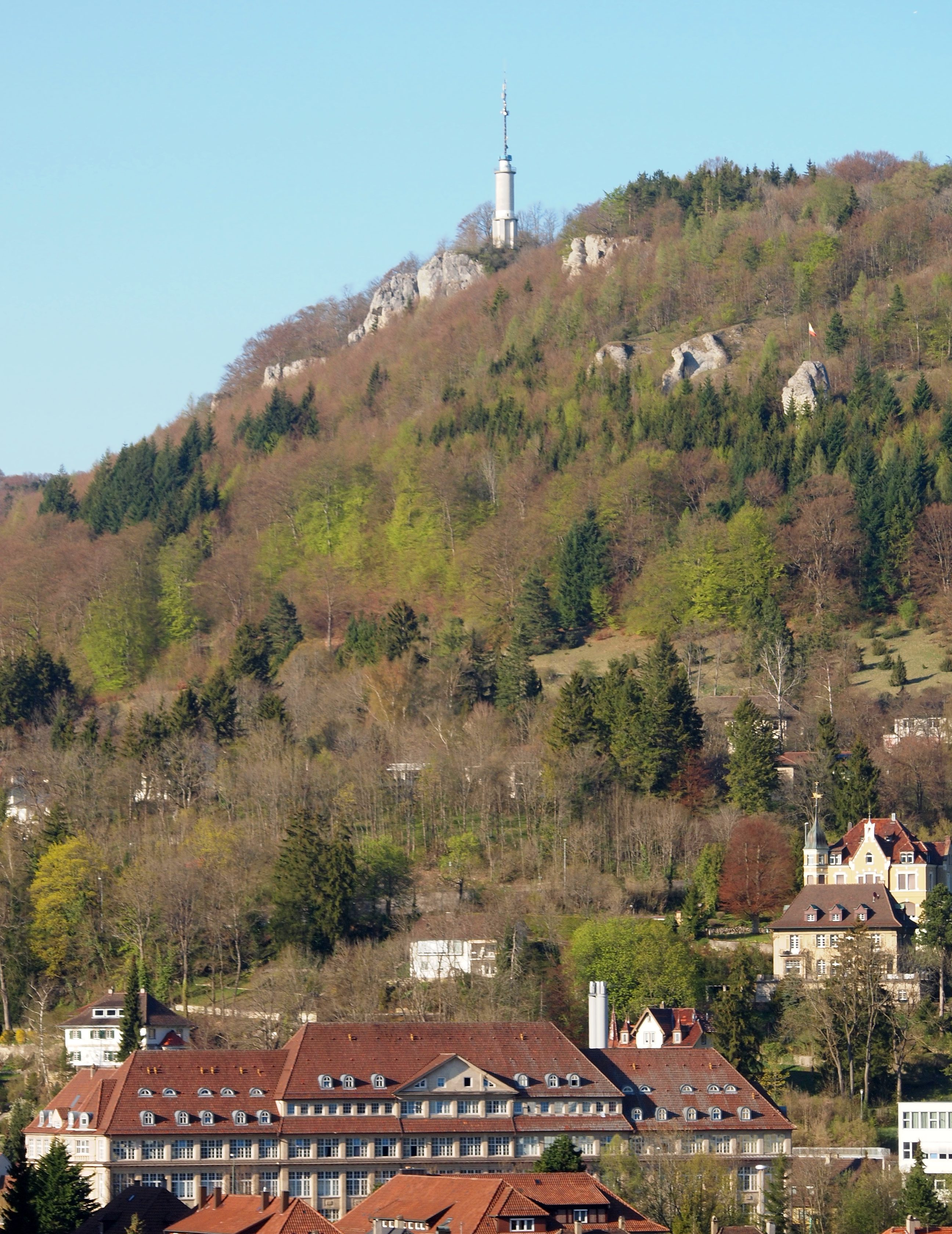
Эбинген, утёс замка
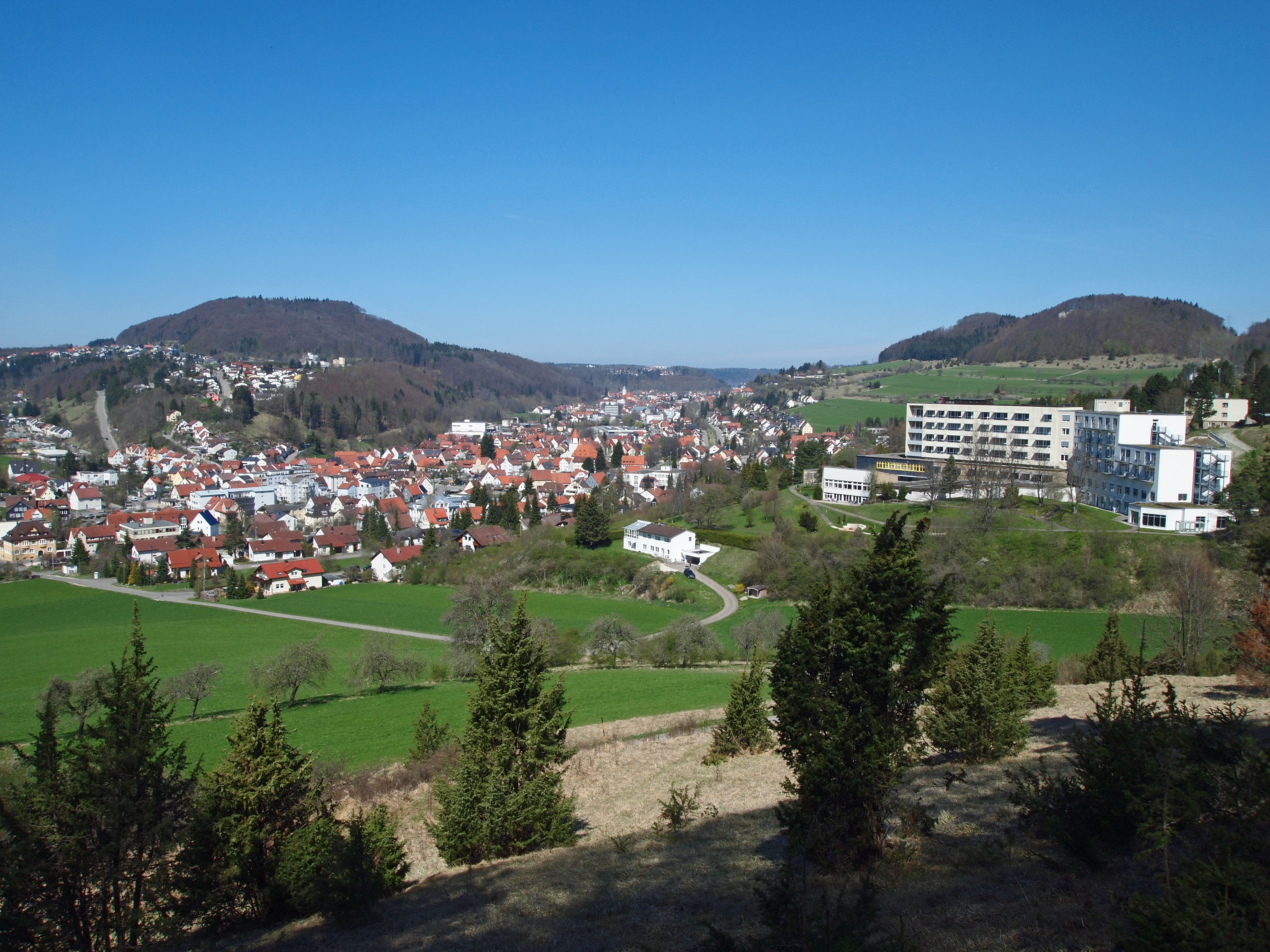
Трухтлфинген
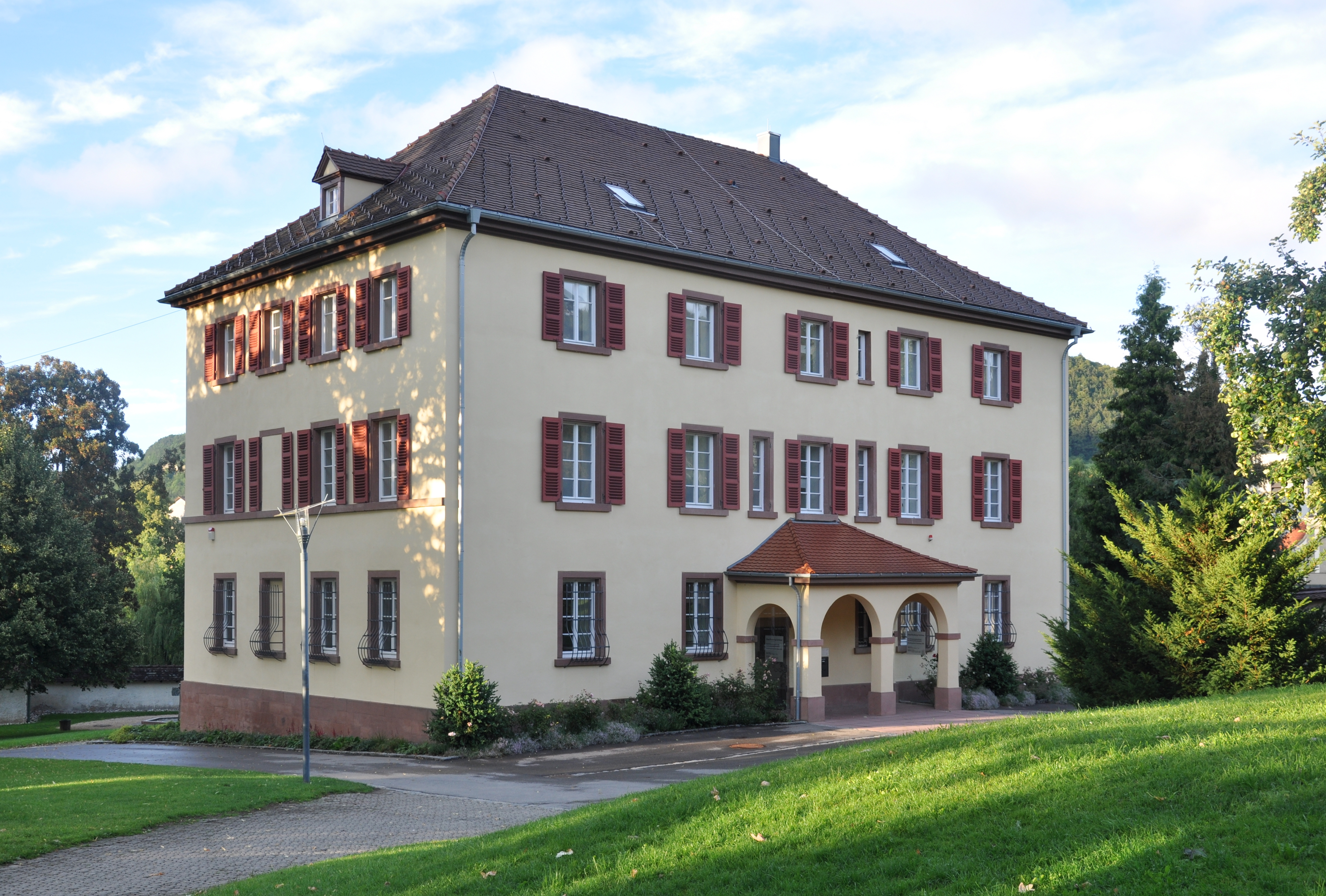
Замок семьи Штауффенберг
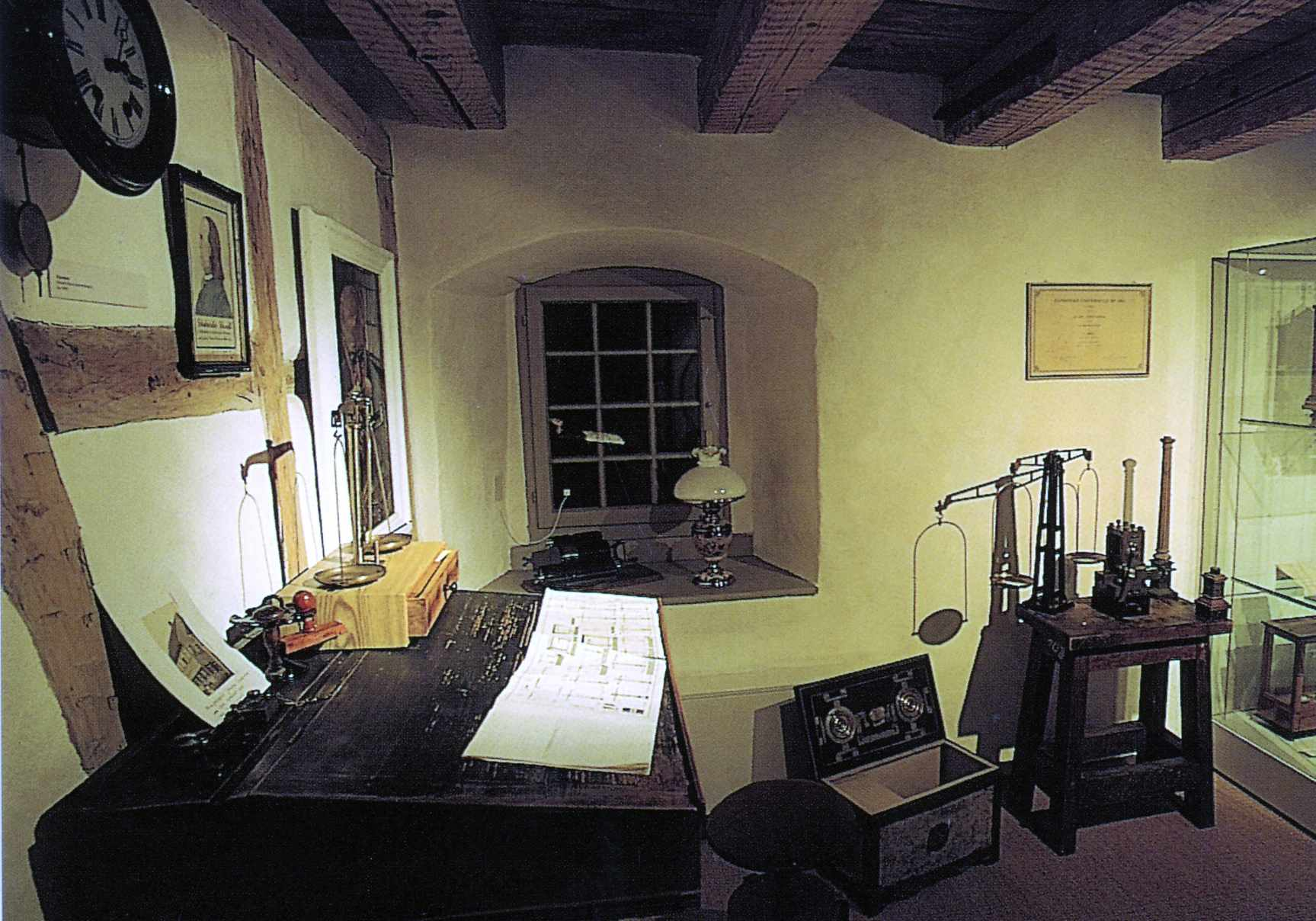
Онштметинген, Музей весов
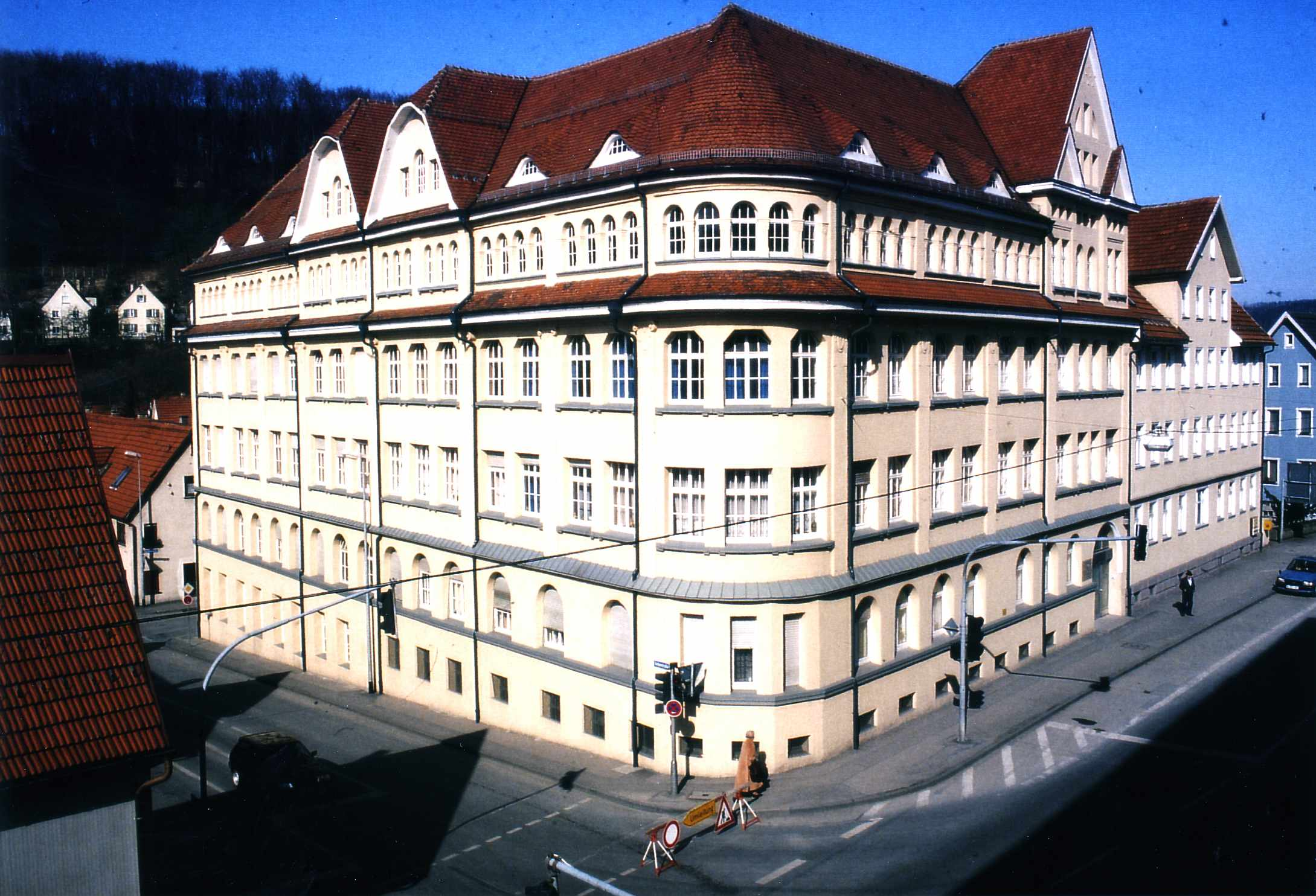
Таилфинген, Фабрика в стиле «Модерн»
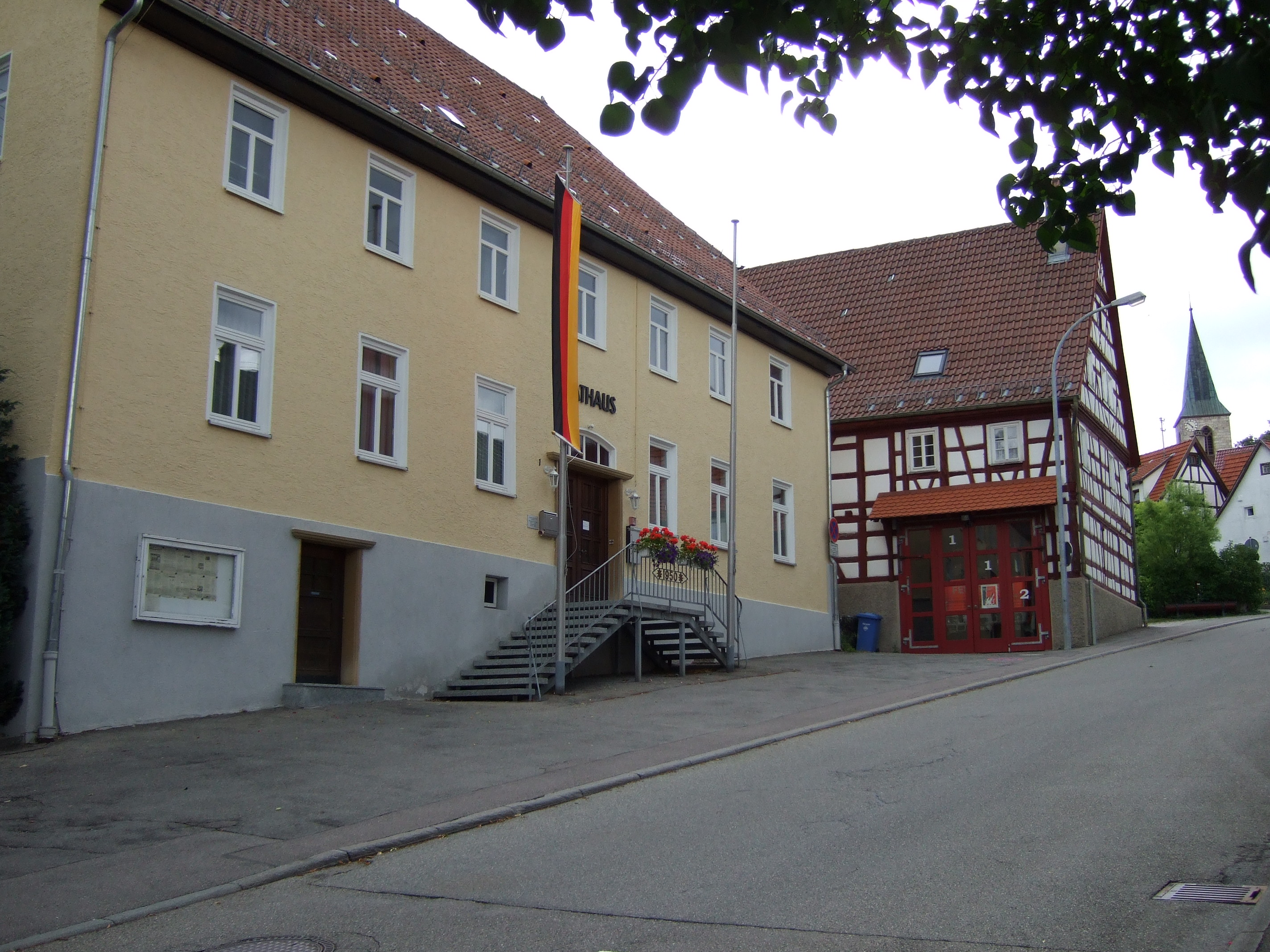
Пожарный дом Пфеффинген
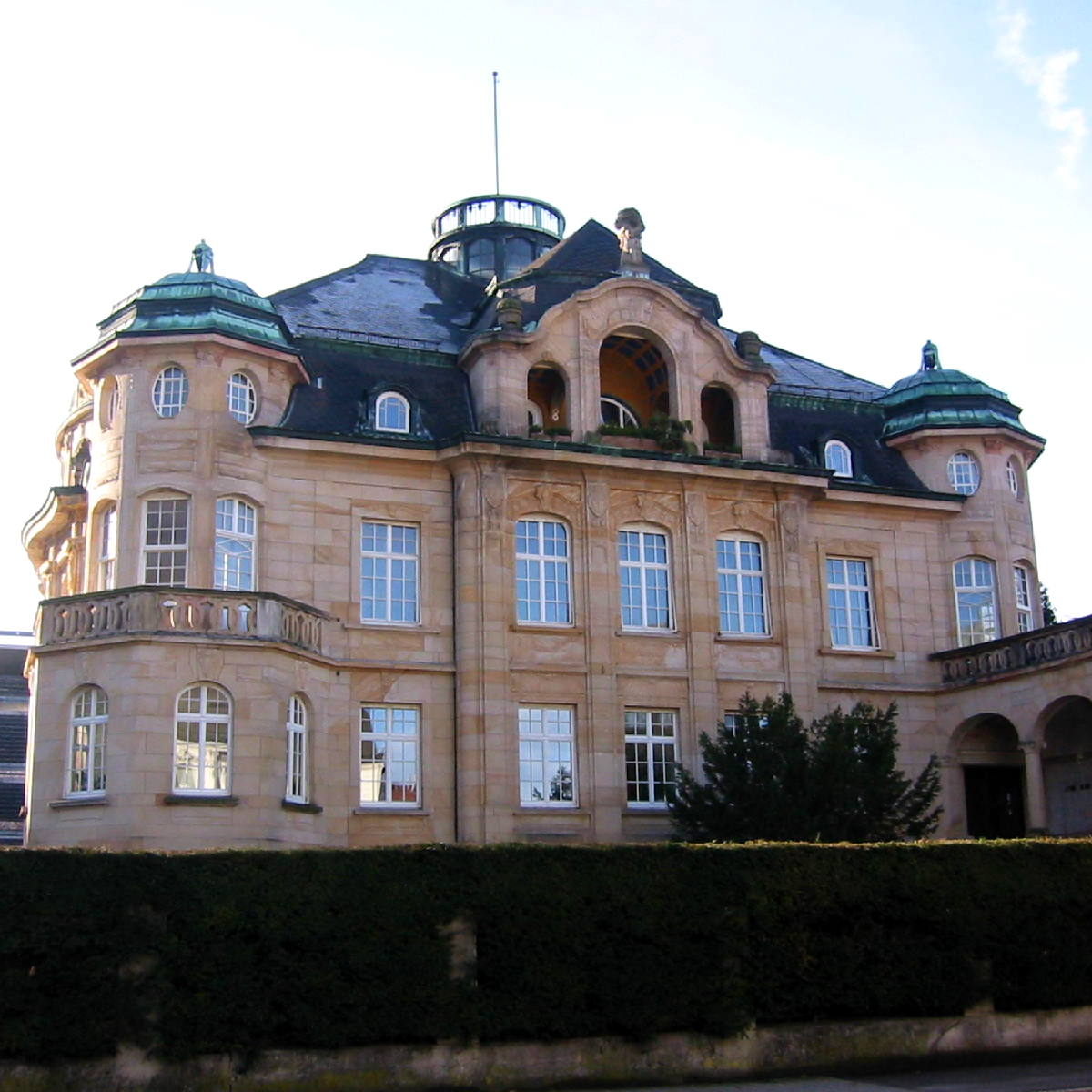
Архитектура модерна: Вилла Хаукс (Haux, Эбинген)
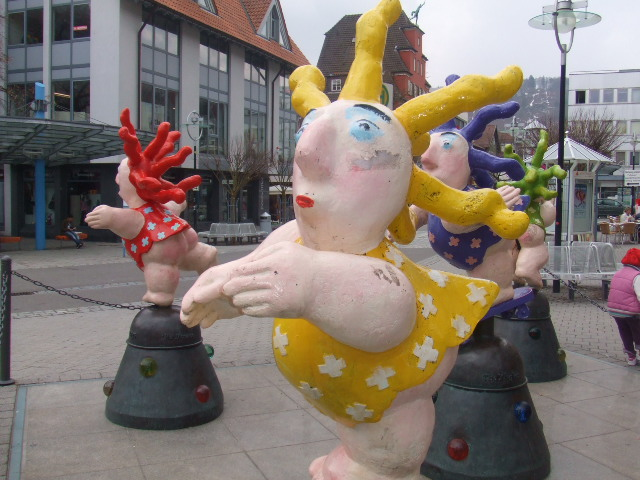
Скульптуры Ксинглс

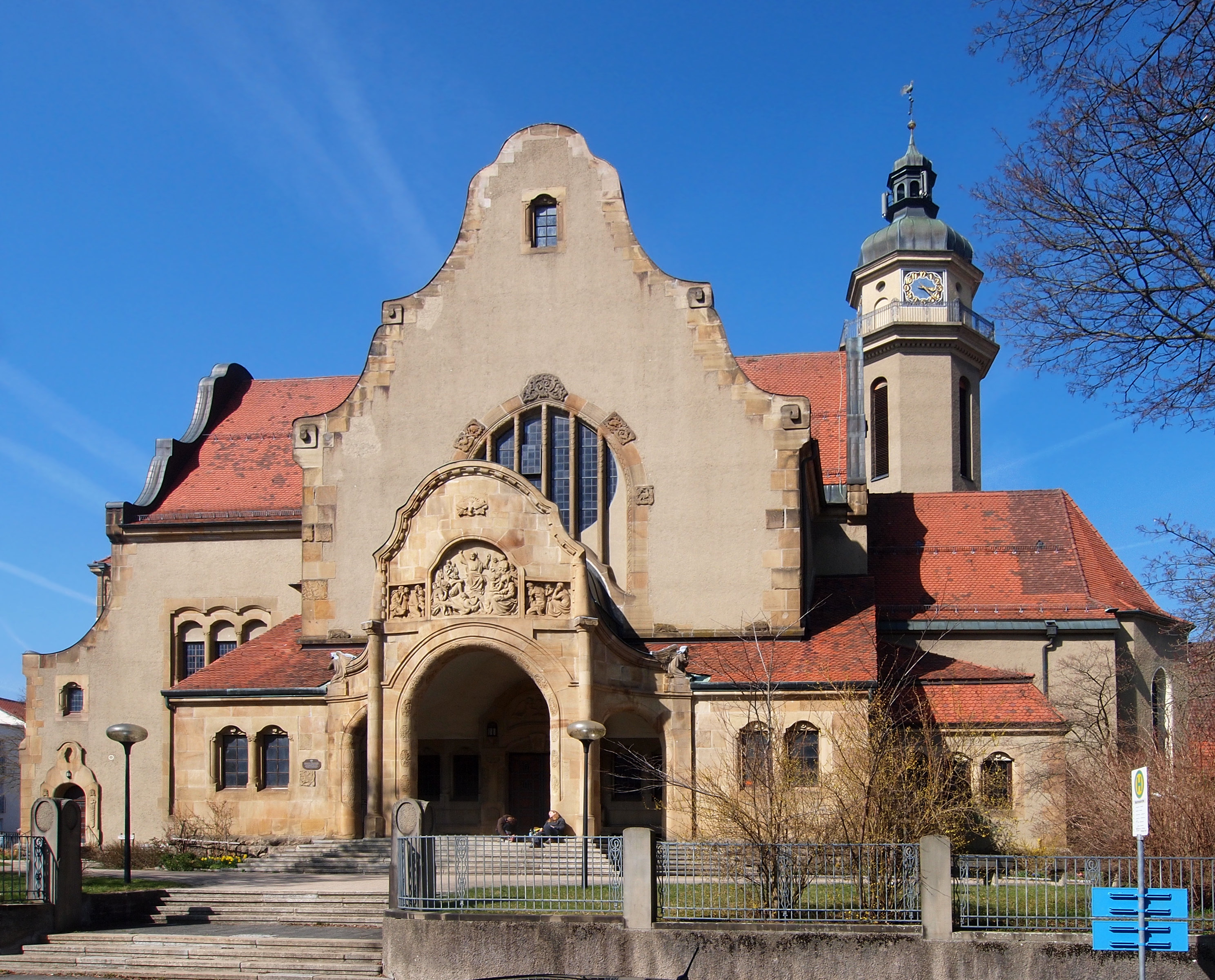
Эбинген, Церковь Св. Мартина
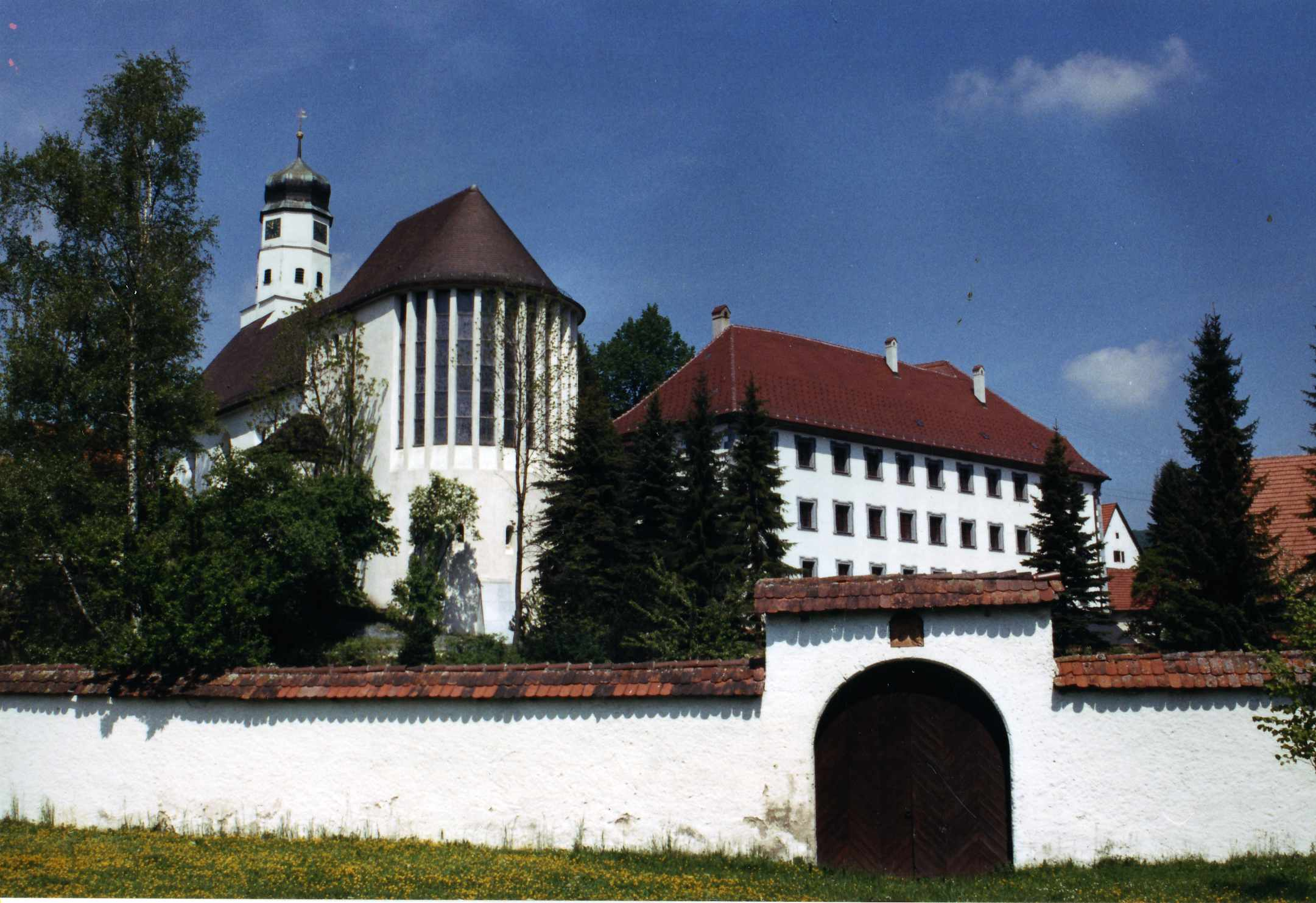
Монастырь в Маргретхаузене
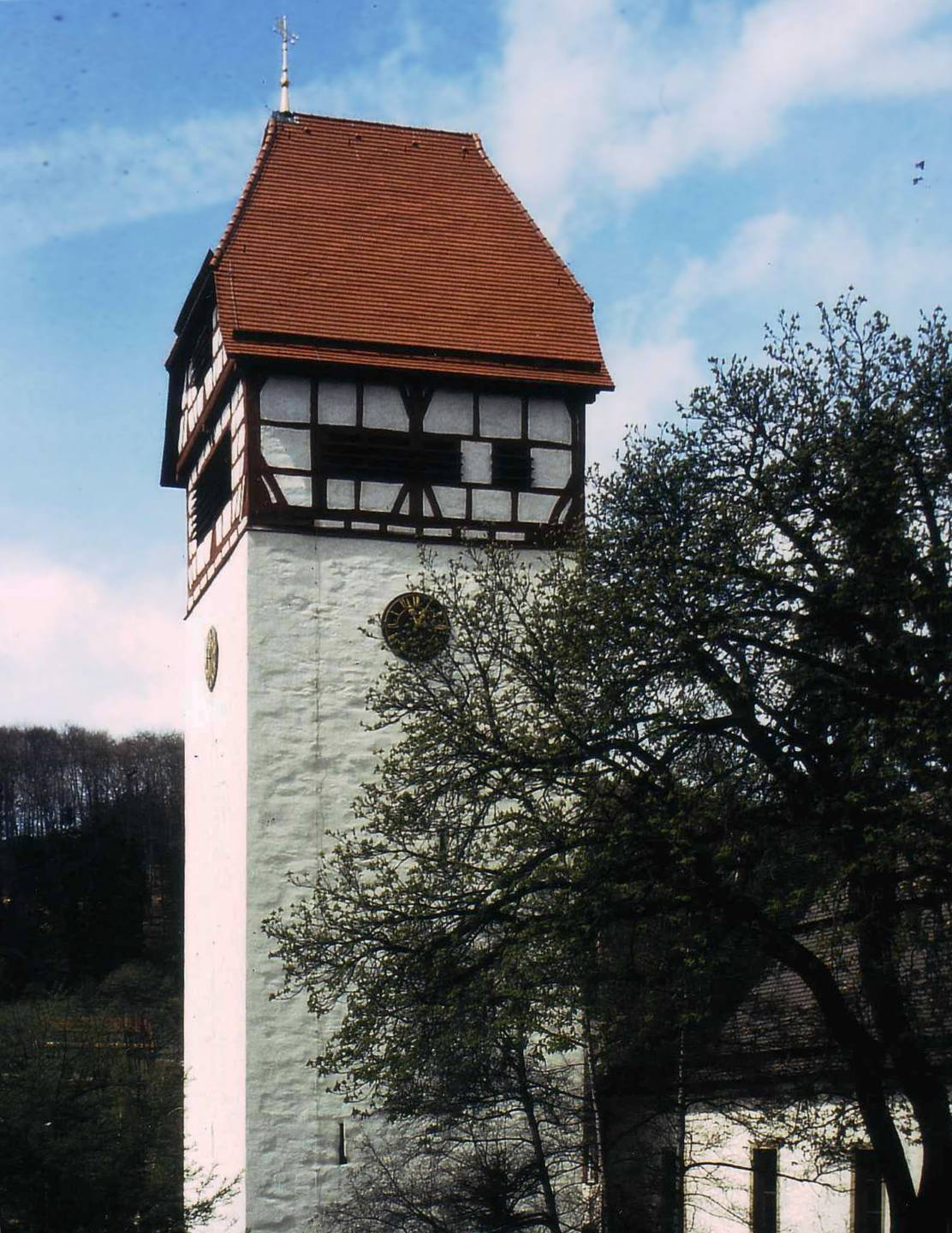
Таилфинген, Церковь Св. Петра
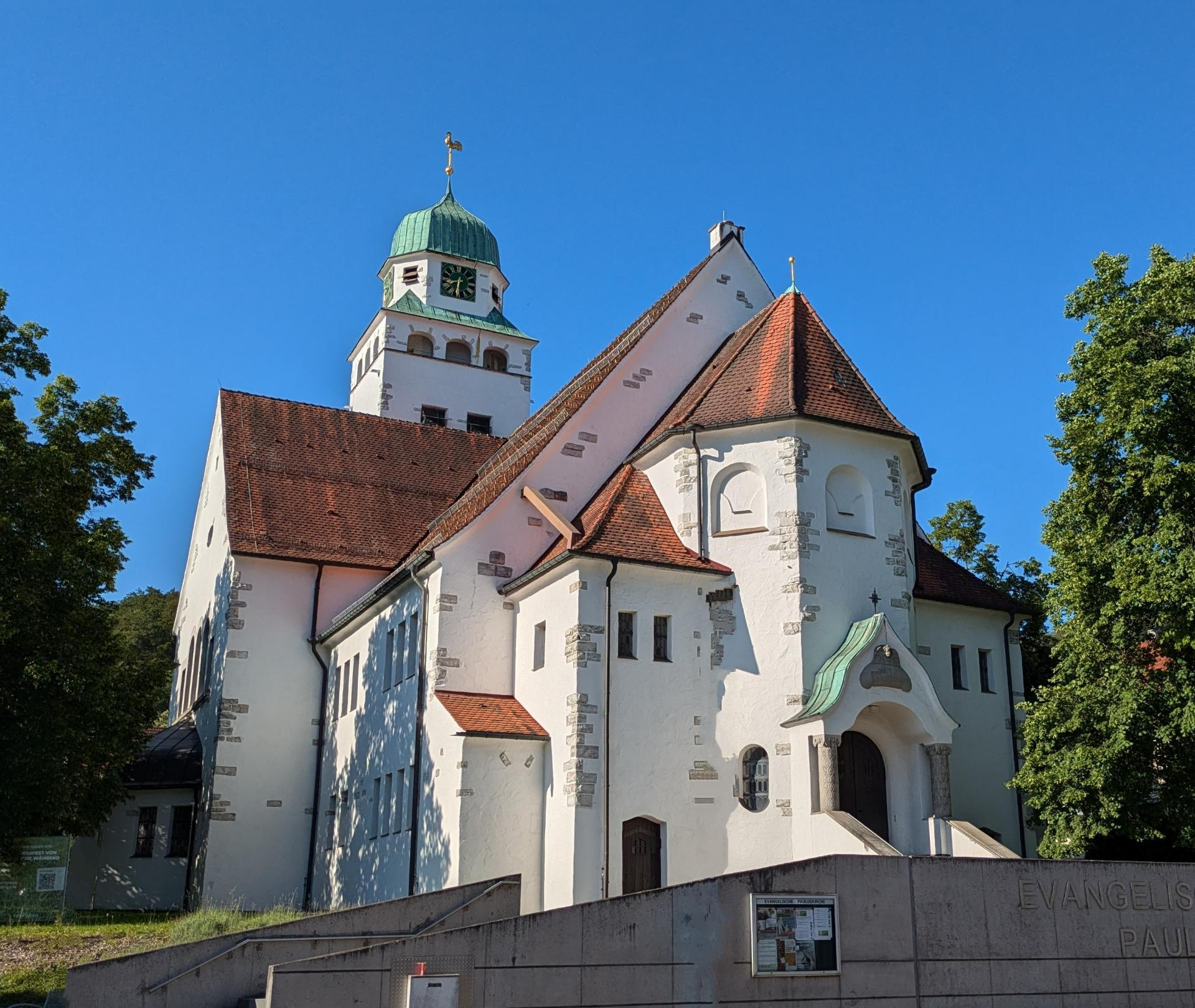
Таилфинген, Церковь Св. Павла
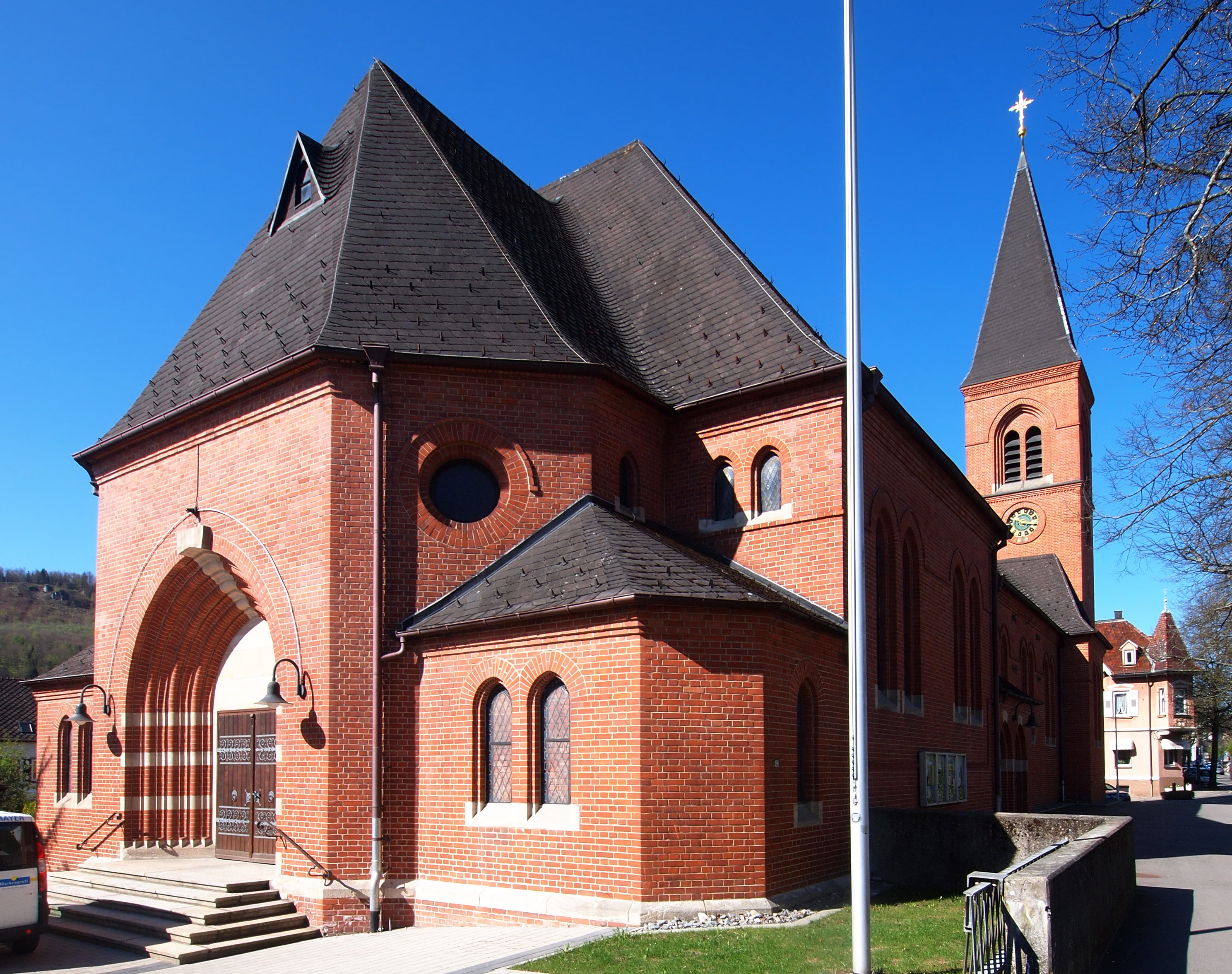
Церковь Св. Иосифа